# 黄憲
黄 憲（こう けん、生没年不詳）は、後漢の名士。字は叔度。本貫は汝南郡慎陽県。

## 経歴
牛医者の子として生まれた。孝廉に察挙され、公府に召し出されて上京したものの、任につかずに帰郷した。48歳で死去すると、当時の人々は「徴君」と呼んだ。

## 人物・逸話
- 荀淑が慎陽を訪れたとき、14歳の黄憲と会って語り合うと、日が傾いても去りがたく、「あなたはわたしの師表である」といった。荀淑は袁閬に会いに行き、「あなたの国に顔回がいるのをご存じか」と訊ねると、袁閬は「わが叔度（黄憲）に会ったのか」と答えた。
- 当時、汝南郡の戴良は才能に優れて傲慢な人物であったが、黄憲に会うときは正装して、帰ってくると茫然自失たるありさまであった。戴良の母が「おまえはまた牛医の子についていったのか」と訊ねると、戴良は「良は叔度に会わなければ、自分がかなわない人間はいないと考えていました。叔度を見ると、前に仰ぎ見ていたかと思うと、突然後ろに現れるので[1]、もとより測りがたいのです」と答えた。
- 陳蕃と周挙はいつもお互いに「しばらくのあいだ黄生に会わずにいると、けちくさい考えが心に芽生えてくる」といっていた。陳蕃が三公になると、朝廷に臨んで「叔度がもしいたら、わたしが先に印綬を帯びることはなかったろうに」と嘆いた。
- 王龔が太守として汝南郡に赴任すると、礼を尽くして賢人たちを招いたので、多くがかれのもとにやってきたが、黄憲を召し出すことはできなかった。
- 郭泰が若くして汝南に遊んだとき、先に袁閬を訪れると、宿泊せずに帰った。進んで黄憲のもとに行くと、日を重ねてようやく帰った。ある人がこのことを郭泰に訊ねると、郭泰は「奉高（袁閬）の器は、たとえるに泉が溢れているようなもので、清くはあるが汲み取りやすい。叔度の器は千頃の堤防に水があふれているようなものであって、澄んではいるが清くはなく、混じってはいるが濁ってはいない。量ることができないのである」と答えた。

## 伝記資料
- 『後漢書』巻53 列伝第43